# Cochin (Saskatchewan)

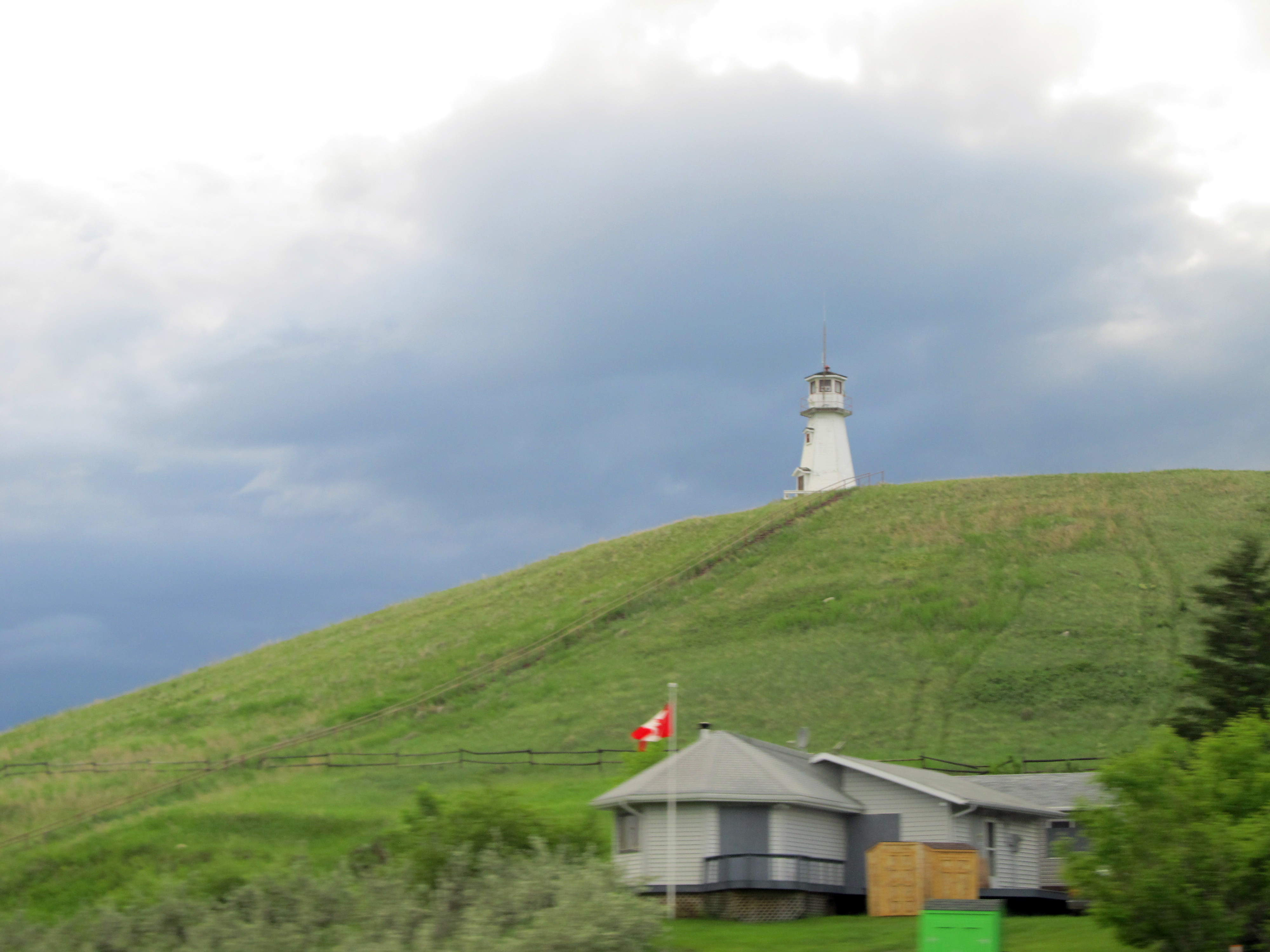
Phare sur la colline Pirot Hill surplombant le lac Jackfish

Cochin (population : 148) est un village de villégiature dans la province canadienne de la Saskatchewan. Cochin est situé sur les rives du lac Jackfish dans la municipalité rurale de Meota n ° 468 .

## Histoire
Les coureurs des bois appelaient la région les Détroits avant la création du village.
Cochin a été fondée par le père Louis Cochin. Le village était à l'origine une mission chrétienne. Originaire de France, Louis Cochin était lui-même un missionnaire de l'Ordre des Oblats. Cochin a été incorporé en tant que village le 1er janvier 1988.

## Administration
Cochin est régi par un conseil municipal élu et un administrateur nommé. Ils se réunit le premier mardi de chaque mois. Le maire s'appelle Harvey Walker et l'administratrice s'appelle Amber Loeppky.

## Transport
Le pont Cochin offre un accès piétonnier au village.